# Moritz Philipp Hertz
Moritz Philipp Hertz (* 7. Juli 1871 in Frankfurt am Main; † 5. Mai 1940 in Boston) war ein deutscher Rechtsanwalt und Politiker.

## Leben
Hertz stammte aus einer jüdischen Kaufmannsfamilie aus Frankfurt. Er war der Sohn des Kaufmanns Philipp Moritz Hertz (* 20. September 1837 in Frankfurt am Main; † 27. April 1914) und dessen Ehefrau Stephanie Eleonore geborene Bing (* 28. Februar 1843 in Frankfurt am Main; † 15. Januar 1919 ebenda). Vor 1906 heiratete er Auguste Betty Bonn (* 16. Juni 1886 in Frankfurt am Main; † 14. Juni 1973 in Wolfeboro, N.H./USA).
Er besuchte die Wöhlerschule und das Städtische Gymnasium und studierte nach dem Abitur Rechtswissenschaften an den Universitäten Heidelberg und Berlin. Ab 1898 war er Anwalt am Frankfurter Landgericht, ab 1920 auch Notar.

## Politik
Er war Mitglied des Demokratischen Vereins und später der Freisinn, der Fortschrittliche Volkspartei und in der Weimarer Republik der Deutschen Demokratischen Partei. Von 1907 bis 1924 war er Stadtverordneter in Frankfurt am Main. 1909–1910 und 1919–1924 war er stellvertretender Stadtverordnetenvorsteher in Frankfurt am Main. Von 1911 bis 1920 war er für den Stadtkreis Frankfurt Mitglied des Nassauischen Kommunallandtags des preußischen Regierungsbezirks Wiesbaden bzw. des Provinziallandtages der preußischen Provinz Hessen-Nassau. Im Landtag war er Mitglied des Beamten- und Eingabenausschusses.
Nach der Machtergreifung der Nationalsozialisten wurde im 1933 das Notariat entzogen. Als „Altanwalt“ konnte er zunächst noch Rechtsanwalt bleiben. Im August 1938 musste er aber seiner Frankfurter Anwaltskanzlei auslösen und in die USA auswandern.